# Pool Edge
Pool Edge é um Jogo de videogame do gênero de esporte que foi desenvolvido pela NDcube e publicado pela Media Kite, sendo lançado exclusivamente no Japão em 25 de outubro de 2002 para o Nintendo GameCube, console da empresa japonesa Nintendo. O jogo pode ser jogado em single player e em multijogador.